# Chinolina-4-carbossilato 2-ossidoreduttasi
La chinolina-4-carbossilato 2-ossidoreduttasi è un enzima appartenente alla classe delle ossidoreduttasi, che catalizza la seguente reazione:
chinolina-4-carbossilato + accettore + H2O ⇄ 2-ossi-1,2-diidrochinolina-4-carbossilato + accettore ridotto
Una flavoproteina molibdeno—ferro—zolfo, con cofattore (contenente molibdeno) molibdopterin citosin dinucleotide. Chinolina, 4-metilchinolina e 4-clorochinolina possono fungere da substrati per l'enzima riscontrato in Agrobacterium sp. 1B. Iodonitrotetrazolo cloruro, tionina, menadione e 2,6-diclorofenolindofenolo possono agire da accettori di elettroni.